# Mat '57

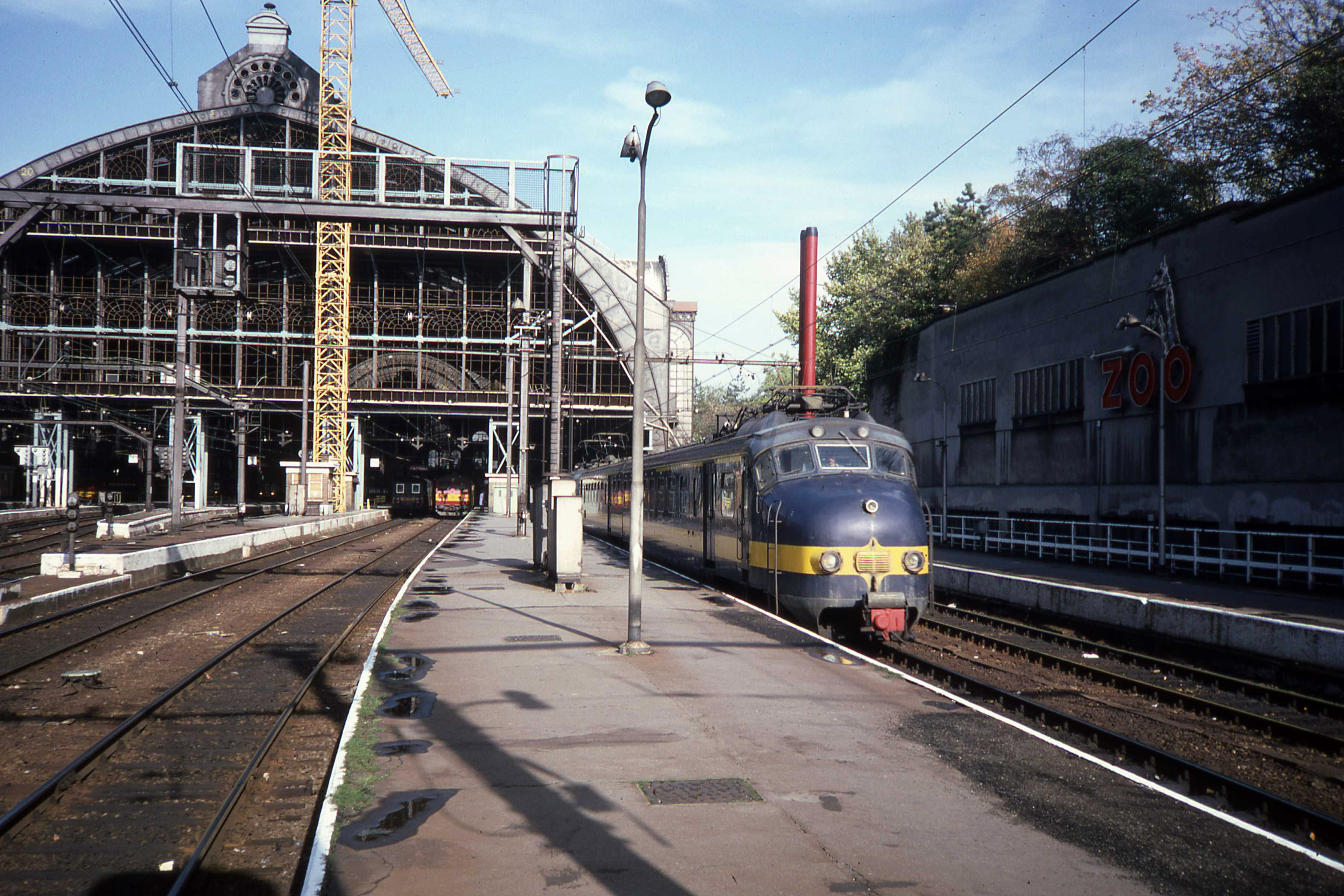
Een Mat '57 in 1986 op station Antwerpen-Centraal

Het Mat '57 was een serie treinstellen dat speciaal voor de Beneluxdienst tussen Amsterdam en Brussel gebouwd werd. De serie bestond uit twaalf tweedelige treinstellen, die van 1957 tot 1987 op het traject hebben gereden. Het Mat '57 was gebaseerd op het Mat '54 waar het uiterlijk - behoudens de kleuren - bijna identiek aan was. Technisch is het compleet anders.
In 1957 werd de spoorlijn Antwerpen – Roosendaal geëlektrificeerd waarmee de eerste elektrische treinverbinding tussen Nederland en het buitenland een feit was. De treinverbinding tussen Amsterdam en Brussel kampte destijds met de nodige vertragingen: in Roosendaal moest van locomotief gewisseld worden omdat het voltage van de Nederlandse (NS) en Belgische spoorwegen (NMBS) verschillend is. Ook moest in Station Antwerpen-Centraal - destijds nog kopstation - de locomotief van de voorkant naar de achterkant verplaatst worden (kopmaken) - er werd nog niet, zoals tegenwoordig, met twee locomotieven gereden - wat ook tijd kostte. Om deze redenen werden twaalf treinstellen besteld die deze problemen zouden oplossen.

## De treinstellen

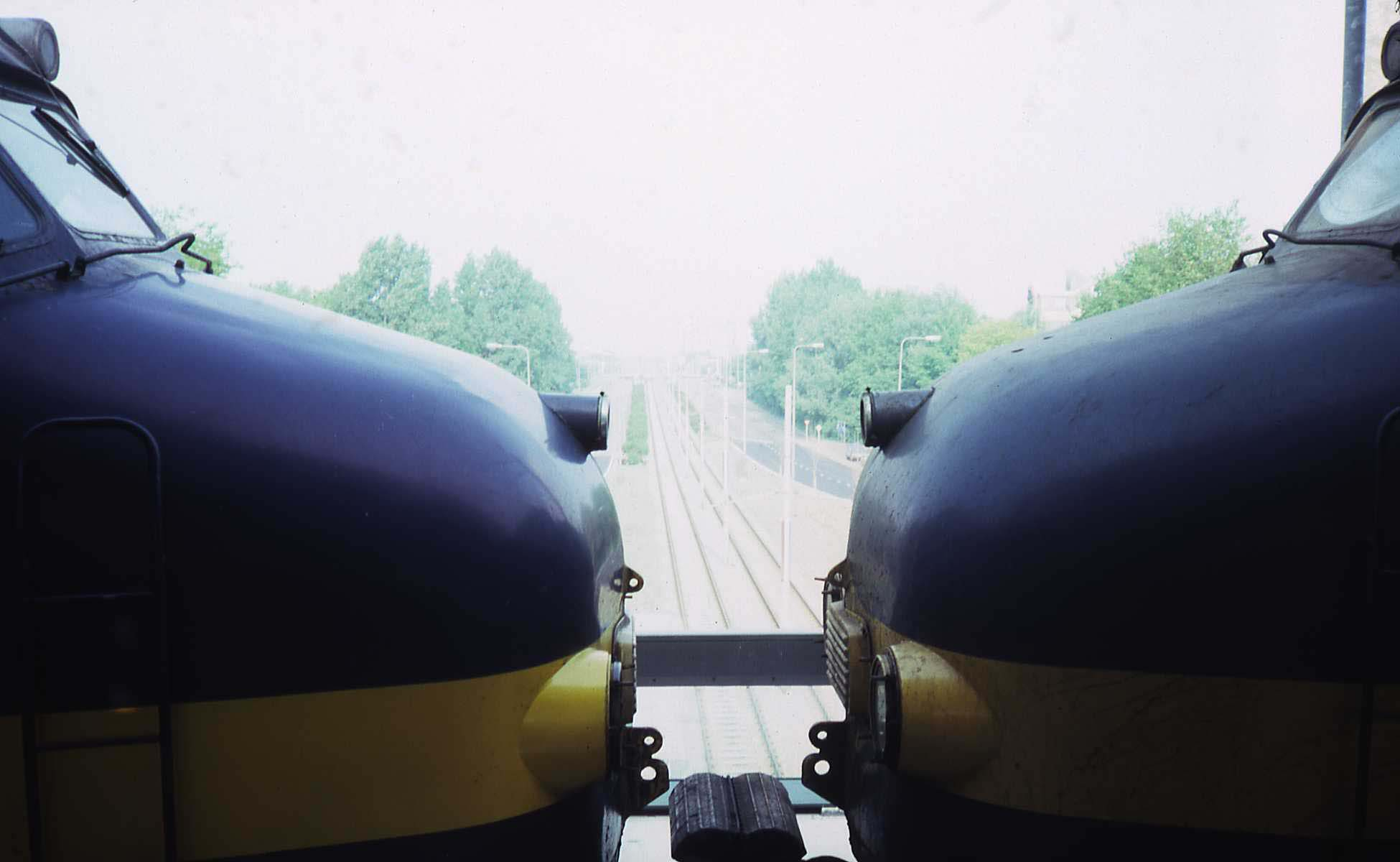
Twee gekoppelde stellen Mat '57

Gekozen werd voor een speciaal treintype dat Benelux-materieel zou gaan heten. Uiterlijk leek het sterk op het Nederlandse Mat '54 (de 'Hondekop'). De treinen waren destijds een unicum, omdat ze zowel op het Nederlandse voltage (1500 volt) als het Belgische (3000 volt) konden rijden. Voor elke spanning had de trein een stroomafnemer. Even ten zuiden van Roosendaal was een stukje stroomloos spoor - de sluis - waar de trein overschakelde van het ene voltage op het andere: op dat stukje werd de ene stroomafnemer neergelaten en de andere omhoog gedaan.
Er waren meer redenen om voor dit treintype te kiezen. De treinen waren het modernste materieel dat op dat moment in beide landen te vinden was, de treinen konden met hun scharfenbergkoppeling in serie rijden met ander Nederlands stroomlijnmaterieel (niet alleen het Mat '54, maar ook oudere treintypen Mat '35, Mat '36, Mat '40 en Mat '46) en ze konden daarom ten noorden van Roosendaal worden aangevuld met ander materieel. Voorts hoefde aan de grens niet van locomotief gewisseld te worden. Ten slotte hoefde men, zoals bij alle treinstellen, in Antwerpen en in de eindstations geen locomotief om te rijden.
De treinen werden gebouwd door het Utrechtse bedrijf Werkspoor waar op dat moment ook een deel van Mat '54 werd gebouwd. Er werden acht treinstellen voor de NS gebouwd en vier voor de NMBS. De gedachte hierachter was dat de treinen twee keer zoveel kilometers zouden afleggen in Nederland. De treinstellen voor de NS werden genummerd 1201 t/m 1208 en die voor de NMBS 220.901 t/m 220.904.
Het Mat '57 is donkerblauw met een brede gele band. Minder opvallende verschillen zijn de opening aan de voorkant voor de tyfoons en de indeling van de ramen en deuren. Ook de Belgische stroomafnemer op het dak is anders, omdat de Belgische bovenleiding lichter uitgevoerd is. Die voor de Nederlandse bovenleiding is gelijk aan de stroomafnemers op het Mat '54.
Het Mat '57 werd uitgerust met een systeem waarmee de conducteur automatisch alle deuren kon sluiten. Omdat het Mat '54 deze mogelijkheid nog niet had, werd hiervan, onder meer om verwarring te voorkomen, alleen op het Belgische traject gebruik van gemaakt. Toen het Mat '54 in het begin van de zeventiger jaren hier ook mee uitgerust werd, werden vanaf toen de deuren ook op het Nederlandse traject automatisch gesloten. Ook was het Mat '57 uitgerust met het Belgische treinbeveiligingssysteem Memor, waarmee de trein automatisch tot stilstand kwam wanneer hij door een rood sein reed.

## Motoren
Technisch weken de treinstellen sterk af van het Mat '54. Zowel de motoren als de besturingscabine zijn van Belgische makelij en werden geleverd door ACEC en SEM. Met een Jeumont-Heidmann schakelwals (JH-wals) konden de motoren voor het Belgische voltage in serie geschakeld en op het Nederlandse voltage parallel. Op deze manier konden de Belgische motoren toch op Nederlandse spanning rijden. Een Nederlandse motor aanpassen voor de Belgische spanning zou voor veel grotere problemen hebben gezorgd. Door deze ingreep was het Mat '57 wel 16 ton zwaarder dan de twee-wagenstellen van het Mat '54. De bediening van de JH-wals gebeurde vanuit de cabine. Deze wals was echter kwetsbaar en zorgde vooral in de latere jaren nogal eens voor problemen.

## Inrichting
Naast ruimte voor drie eerste klas coupés en 80 zitplaatsen voor de tweede klas was er een keuken en een coupé voor de douanebeambten. Toen de douanecontroles tussen de Beneluxlanden werden afgeschaft, werd de douanecoupé omgebouwd tot eerste klas coupé. De keukens werden nauwelijks gebruikt en waren niet rendabel en werden in 1975 ook omgebouwd tot zitplaatsen met meubilair uit de reeds gesloopte treinstellen Mat '46. De informatiebordjes in de coupés waren uiteraard in twee talen uitgevoerd. De bagageruimte was iets kleiner vanwege de zware vermogen-schakelaar die wegens ruimtegebrek niet meer (zoals alle overige tractieapparatuur) onder het rijtuig aangebracht kon worden.

## Ritten

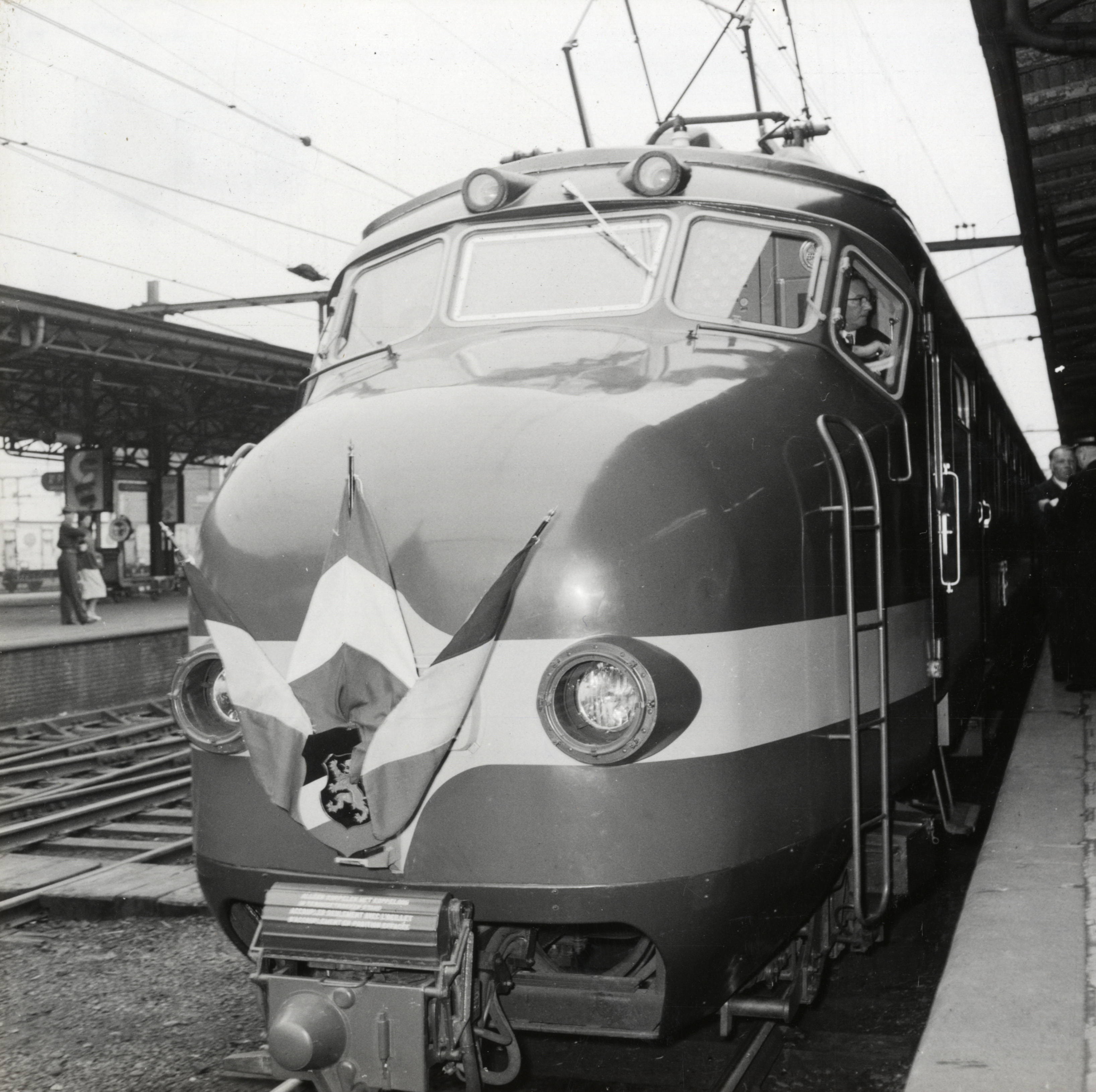
De openingsrit met de Mat '57, op 29 september 1957. Hier op station Roosendaal.

De eerste rit met Mat '57 vond op 29 september 1957 plaats. De rit Amsterdam Brussel werd elk uur gereden en deze duurde 3 uur en 24 minuten. Meestal reden de Beneluxtreinstellen op het Nederlandse traject (Amsterdam – Roosendaal) gekoppeld met de intercity Amsterdam – Vlissingen; in latere jaren reden ze zelfstandig - vaak drie stellen gekoppeld - en was in Roosendaal een aansluitende overstap op de trein Zwolle-Vlissingen. Oorspronkelijk was het de bedoeling dat de treinen door zouden rijden naar Luxemburg. Bij proefritten bleek echter dat de motoren niet sterk genoeg waren om de toch al zware treinstellen goed over de hellingen in de Ardennen te krijgen. Ook bleken er niet veel passagiers van Amsterdam door te reizen naar Luxemburg.
De route bleek populair en het aantal passagiers nam zo sterk toe, dat de treinen bij de invoering van Spoorslag '70 (in 1970) niet meer onder de reguliere Nederlandse treindienst zouden vallen maar in een aparte dienst; tot Roosendaal reden op spitsuren wel bakken Mat '54 mee. De twaalf treinstellen bleken ook dan niet voldoende en er kwamen extra treinstellen. Deze bestonden uit trek-duwtreinen met rijtuigen van type I4 en Plan W, getrokken door een NMBS-locomotief uit de HLE 25 en een tot stuurstandrijtuig verbouwd restauratierijtuig Plan D. Deze treinen kregen dezelfde kleurstelling als het Mat '57.

## Lotgevallen
De treinen zijn nooit bij grote ongelukken betrokken geweest. Wel hebben zich branden voorgedaan. Treinstel 1206 heeft viermaal brand gehad en is na de laatste brand in 1986 niet meer gerepareerd. Ook de 1204, 1207 en 1208 hebben brand gehad. De 1207 is op 4 maart 1980 onder handen genomen door voetbalsupporters waarbij het complete interieur gesloopt werd.

## Vervanging
Mat '57 heeft dertig jaar op het traject Amsterdam - Brussel gereden. De laatste jaren werden ze geplaagd door problemen met de JH-wals. Vanaf 1986 werden ze vervangen door NS-Intercityrijtuigen, getrokken of geduwd door een NMBS-locomotief HLE 11 in combinatie met een stuurstandrijtuig. Op 30 mei 1987 reden ze officieel voor het laatst, nadat twee stellen op 30 april 1987 een lange afscheidsrit door België en Nederland hadden gereden. Enkele stellen van de Mat '57 hebben nog tot januari 1988 tussen Amsterdam en Vlissingen dienst gedaan en ook vielen ze nog wel eens in als een andere Beneluxtrein niet beschikbaar was.
De Nederlandse treinstellen zijn alle acht gesloopt. Een Belgisch treinstel, de 220.902, werd bewaard en stond een tijd lang geparkeerd in Leuven. Ook zijn er plannen geweest om de 220.904 om te bouwen tot posttrein maar dit is niet doorgegaan.

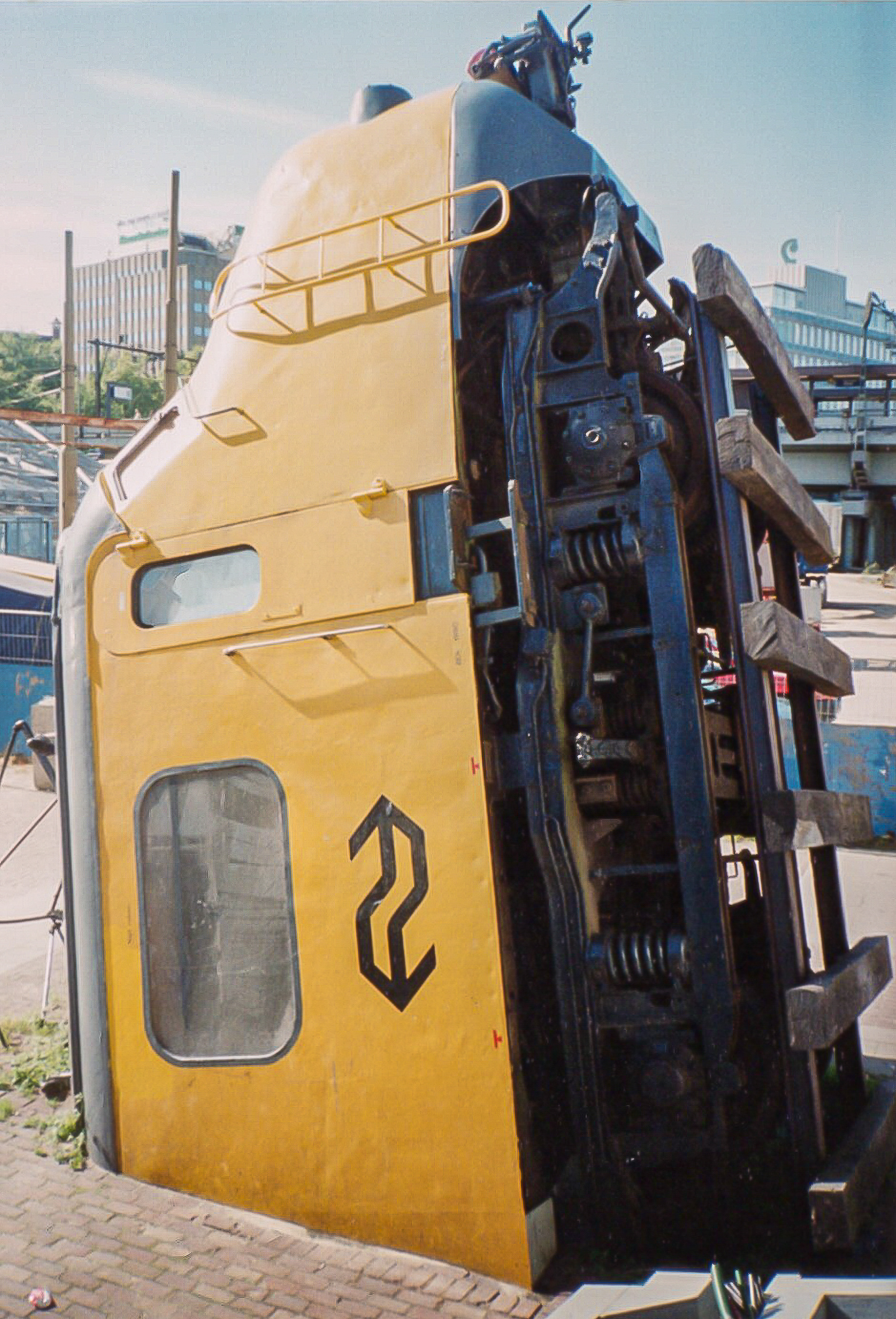
Als blikvanger bij de Willemsspoortunnel

Ten tijde van de bouw van de Willemsspoortunnel in Rotterdam tussen 1990 en 1994 heeft de voorkant van de 1205 bij het station Rotterdam Blaak gestaan als onderdeel van een expositie over de bouw van de tunnel. Na voltooiing van de tunnel is deze weggehaald en een paar jaar later gesloopt.

## Bewaard treinstel
Op 15 juni 2013 kondigde Stichting Hondekop, die ook een Mat '54 onderhoudt en laat rijden, aan dat ze de 220.902 naar Nederland wilde halen om deze te restaureren en weer te laten rijden. In 2015 heeft de stichting de trein overgenomen van de NMBS en op 14 juli 2017 is de 902 naar Nederland getransporteerd. De trein verkeerde in zeer slechte staat en in Roosendaal wordt deze langzaam weer rijvaardig gemaakt.
Het treinstel is als rijdend industrieel erfgoed ingeschreven in het Register Railmonumenten met een A-status, wat betekent dat het wordt beschouwd als een unieke vertegenwoordiger van een voor Nederland representatief type railvoertuigen.